# Яструб коротконогий
Я́струб коротконо́гий , або я́струб-тювик, або тювик європе́йський (Accipiter brevipes) — хижий птах родини яструбових ряду яструбоподібні. В Україні рідкісний гніздовий перелітний вид.

## Опис
Маса тіла 190—280 г, довжина тіла 330—380 мм, розмах крил 640—800 мм. Дорослий самець зверху сизий, знизу білуватий з буруваторудими поперечними смугами. Самка зверху бура, низ тулуба рудіший, ніж у самця. У природі дуже схожий на яструба малого.

## Поширення
Поширений у Південно-Східній Європі, Західній Азії (Мала Азія, Закавказзя). Зимує на Близькому Сході та у Північно-західній Африці. В Україні гніздиться виключно в Луганській області (долина р. Сіверського Дінця та пониззя його притоки — р. Деркула).

## Чисельність і причини її зміни
На початку XXI ст. європейську популяцію оцінюють у 3,2–7,7 тис. пар. В Україні протягом ХХ ст. чисельність скорочувалась, стабілізувалась у 1980—1990 рр. на рівні 40–50 пар. В останні роки спостерігається тенденція до зменшення. Спостерігається загальне багаторічне скорочення ареалу виду, причини якого до кінця не вивчені. В останні роки помітно зросло хижацтво яструба великого.

## Особливості біології

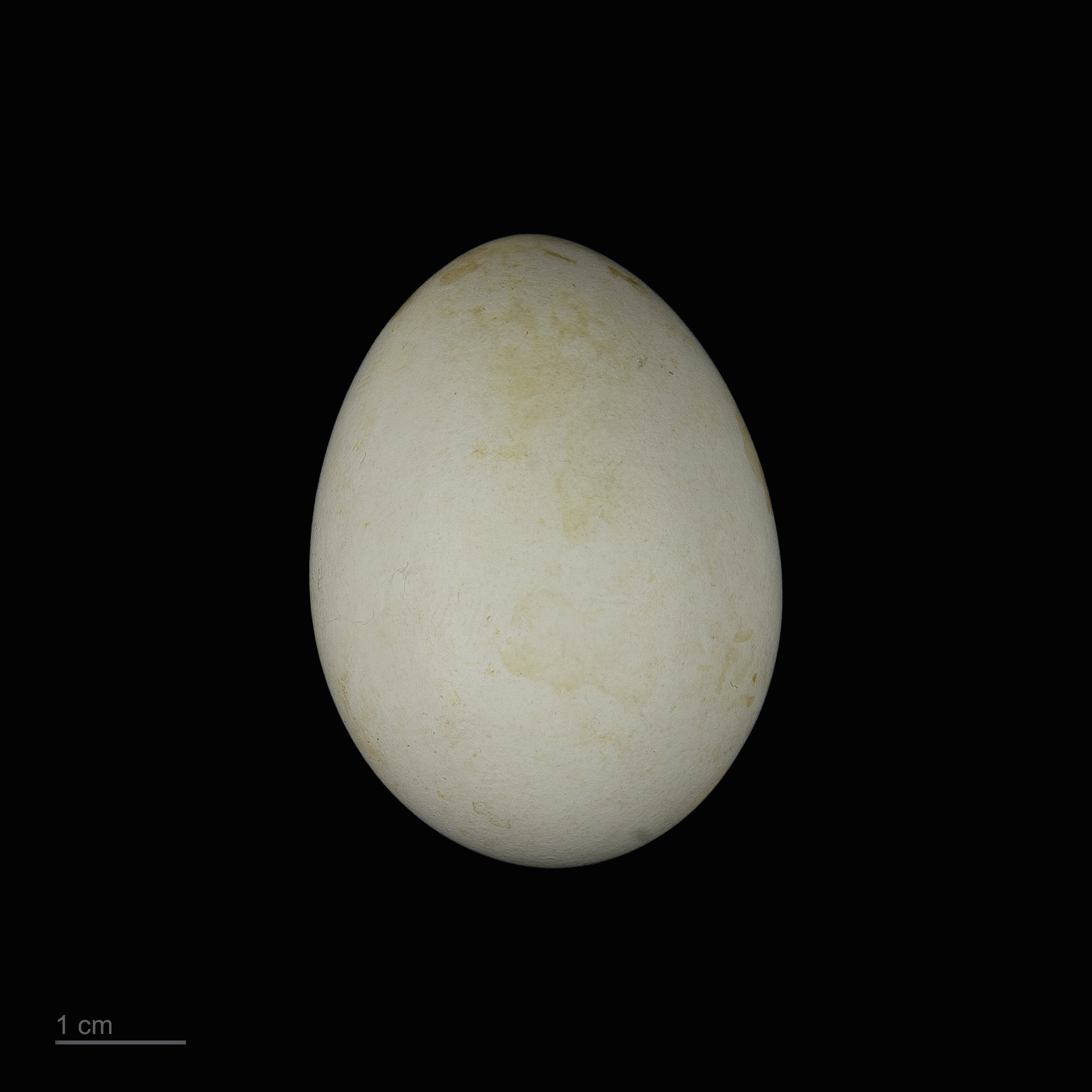
Яйце яструба коротконогого в оологічній колекції, Тулузький музей

Перелітний птах. У місцях гніздування з'являється у другій половині квітня. Тримається у заплавних світлих мозаїчних лісах (головним чином з тополі або дуба), на відстані не більше 100 м від берега річки. Гнізда влаштовує на деревах, на висоті 6–20 (в середньому 8–12) м, недалеко від берега річки. У середині травня відкладає 3–5 яєць. Насиджує в основному самка (30–35 діб). Пташенята стають на крила в середині липня. Майже усі пташенята успішно залишають гніздо. Відлітає до місць зимівлі переважно у вересні. 
Живиться ящірками, рідше дрібними птахами, гризунами, великими комахами.

## Охорона
Включено до Червоної книги України (1994, 2009), до Конвенції з міжнародної торгівлі вимираючими видами дикої фауни і флори (CITES) (Додаток ІІ), Боннської (Додаток ІІ) та Бернської (Додаток ІІ) конвенцій.